# اسپرینگفیلد (لوئیزیانا)
اسپرینگفیلد (به انگلیسی: Springfield) شهری در ایالت لوئیزیانا کشور ایالات متحده آمریکا است که جمعیت آن در سرشماری سال ۲۰۱۰ میلادی، ۴۸۷ نفر بوده‌است.